# Dunham River
Dunham River är ett vattendrag i Australien. Det ligger i delstaten Western Australia, omkring 2 200 kilometer nordost om delstatshuvudstaden Perth.
Omgivningarna runt Dunham River är i huvudsak ett öppet busklandskap. Trakten runt Dunham River är nära nog obefolkad, med mindre än två invånare per kvadratkilometer. Genomsnittlig årsnederbörd är 1 136 millimeter. Den regnigaste månaden är februari, med i genomsnitt 283 mm nederbörd, och den torraste är augusti, med 1 mm nederbörd.